# Ekstropianizm
Ekstropianizm – kierunek filozoficzny uznający za najwyższą wartość ciągły wzrost ekstropii, definiowaną jako „poziom inteligencji, porządku funkcjonowania, witalności, energii, życia, doświadczenia oraz zdolności i chęci do poprawy i wzrastania”. Ekstropia bywa również definiowana jako miara złożoności systemu.
Koncepcja ekstropianizmu została wprowadzona w 1988 roku przez Maksa More'a. Filozofia ta jest ściśle związana z transhumanizmem. W latach 1991–2006 istniał Instytut Ekstropii, stawiający sobie za cel promowanie ekstropianizmu. Instytut rozwiązał się, tłumacząc to wypełnieniem tej misji.
Aspiracje ekstropianizmu zostały sformułowane w manifeście z 2003 roku. Wszystkie te czynniki mają przyczyniać się do wzrostu ekstropii ludzkiego społeczeństwa:
- wieczny postęp – walka z politycznymi, kulturowymi, biologicznymi i psychologicznymi ograniczeniami dla rozwoju. W szczególności, ekstropianie dążą do uczynienia ludzi istotami nieśmiertelnymi,
- samoprzekształcanie się przez krytyczne i kreatywne myślenie, inicjatywę i eksperymenty, jak również używając biotechnologii,
- praktyczny optymizm – działanie napędzane pozytywnymi oczekiwaniami, odrzucenie wiary religijnej i pesymizmu jako prowadzących do stagnacji,
- inteligentne technologie pozwalające przekraczać naturalne ograniczenia natury ludzkiej,
- społeczeństwo otwarte – demokracja oraz wolność informacji, ciągły rozwój zamiast budowania statycznej utopii, odrzucenie autorytaryzmu,
- niezależność intelektualna – indywidualna wolność i odpowiedzialność w połączeniu z szacunkiem dla innych,
- myślenie racjonalne.

Robert Freitas spekuluje, że etyka oparta na pojęciu ekstropii (negentropii) może być znana wszystkim istotom rozumnym we Wszechświecie.
Na poparcie tej tezy wskazuje, że konwencjonalnie rozumiane „grzechy” takie jak morderstwo, lenistwo czy kłamstwo przyczyniają się do zmniejszenia poziomu negentropii, a zachowania społecznie pożądane takie jak opieka nad potomstwem ją zwiększają.